# Mona Rico
Mona Rico, pseudonimo di Enriqueta Valenzuela (Città del Messico, 15 luglio 1907 – Los Angeles, 15 luglio 1994), è stata un'attrice messicana.

## Biografia
Dopo aver studiato in una scuola cattolica di Città del Messico, nel 1928 si trasferì a Hollywood cercando di entrare nell'ambiente del cinema. Fu scoperta dopo poche settimane da Ernst Lubitsch che le diede una parte non secondaria nel film muto La valanga (1929), con John Barrymore e Camilla Horn. Ottenuta una nomina tra le WAMPAS Baby Stars del 1929, recitò la parte di una ballerina spagnola in La gheisa di Shanghai, con Mary Nolan.
Nel 1930 fu la protagonista di due film in spagnolo e de Il gallo della checca, ambientato in Centro America, e interpretato da Victor McLaglen e Humphrey Bogart. Ottenuta la cittadinanza degli Stati Uniti, nel 1932 sposò il ricco sportivo James Crofton. Il 14 luglio i due sposi viaggiavano verso il Messico in un aereo privato, che si fracassò in un atterraggio di emergenza presso la capitale. Si salvarono entrambi, ma l'attrice rimase ferita nel corpo e nel volto, compromettendo il proseguimento della sua carriera.
Dopo una prima separazione seguita da una riconciliazione, nell'ottobre del 1933 Mona Rico ottenne il divorzio e gli alimenti. Tornò a recitare una piccola parte nel 1935 e dopo altre tre modeste partecipazioni, nel 1941 abbandonò il cinema. 

## Riconoscimenti
- WAMPAS Baby Star nel 1929

## Filmografia parziale
- La valanga (1929)
- La gheisa di Shangai (1929)
- Sombras de gloria (1930)
- Alma de Gaucho (1930)
- Il gallo della checca (1930)
- L'ultimo poker (1930)
- Goin' to Town (1935)
- La maschera di Zorro (1937)